# Березовка (Мар'яновський район)
Березовка (рос. Берёзовка) — присілок у Мар'яновському районі Омської області Російської Федерації.
Належить до муніципального утворення Орловське сільське поселення. Населення становить 456 осіб.

## Історія
Згідно із законом від 30 липня 2004 року органом місцевого самоврядування є Орловське сільське поселення.

## Населення
| 1970 | 1979 | 1989 | 2010 |
| ---- | ---- | ---- | ---- |
| 342  | ↘320 | ↗340 | ↗456 |